# Harpactea indistincta
Harpactea indistincta är en spindelart som beskrevs av Peter Mikhailovitch Dunin 1991. Harpactea indistincta ingår i släktet Harpactea och familjen ringögonspindlar. Inga underarter finns listade i Catalogue of Life.